# 天主教里窝那教区
天主教里窩那教區（拉丁語：Dioecesis Liburnensis）是天主教會在義大利的一個教區。屬比薩總教區。
教區成立於1806年9月25日，範圍包括里窩那省北部，2004年有教友189,602人，佔轄區總人口96.7%。教區下轄四十六個堂區，有112名司鐸。現任教區主教為西滿·朱斯蒂。